# Roman Polt
Roman Polt (* 4. Mai 1926 in Wien; † 3. September 2008 ebenda) war ein österreichischer Trompeter und Sänger des Hot Jazz.
Nach seiner Kriegsgefangenschaft im Zweiten Weltkrieg in Italien wurde Polt in den Vereinigten Staaten als Jazzmusiker aktiv. Später war er in Wien sowie Luxemburg, Deutschland, Ungarn und den Niederlanden als Musiker tätig. Bis zu seinem letzten Bühnenauftritt am 11. Mai 2008 spielte er zusammen mit den Bands Michael Pewny Trio, den Vienna City Ramblers und den Blue Note Six im Jazzmuseum Fatty-George-Jazzmus in Wien-Donaustadt und im Heurigen Resi Sommerbauer in Perchtoldsdorf. Als Trompeter war er an Plattenaufnahmen von Michael Pewny („Live in Cincinnati“, 2006) und als Sänger mit den Vienna City Ramblers („Happy Jazz“, 1982) und mit den Blue Note Six („Salute to Satchmo“, 1982) beteiligt. 

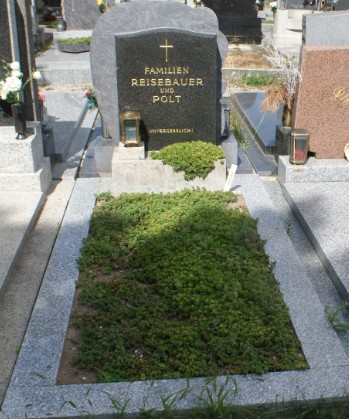
Grabstätte von Roman Polt

In der Zeit vor seinem Tod war Polt der älteste aktive Jazztrompeter Österreichs. Er wurde am Kagraner Friedhof (Gruppe 1, Reihe 18, Nummer 2) in Wien bestattet.